# أكسيد الأوزميوم الثماني
أكسيد الأوزميوم الثماني (رباعي أكسيد الأوزميوم) مركب كيميائي رمزه OsO4. ولهذا المركب استخدمات كثيرة على الرغم من ندرة الأوزميوم كما له العديد من الخصائص الهامة وأهمها بأنه مركب صلب قابل للاشتعال.
يستخدم رابع أكسيد الأوزميوم كمثبت في عينات المجهر الإلكتروني (والغرض من التثبيت هو حفظ المكونات الخلوية في العينة كما كانت قبل فصلها من الكائن الحي وإكساب العينة قدر من الصلابة).
يتفاعل رابع أكسيد الأوزميوم مع الروابط الثنائية بالدهون ويقوم بربط الجزئيات ببعضها البعض ، حيث  يتكثف الأوزميوم على الرؤوس المحبة للماء على طبقتي الدهون الثنائية في غشاء الخلية لذلك يظهر غشاء الخلية بالمجهر الإلكتروني كغشاء ثلاثي الطبقات ، طبقتين كثيفتين من الإلكترونات (electron dense) بينهما طبقة أقل كثافة من الإلكترونات (electron lucid)